# Glomus pallidum
Glomus pallidum är en svampart som beskrevs av I.R. Hall 1977. Glomus pallidum ingår i släktet Glomus och familjen Glomeraceae.   Inga underarter finns listade i Catalogue of Life.